# Ghiaccio Ic
Il ghiaccio Ic è una variante cristallina cubica metastabile del ghiaccio. Gli atomi di ossigeno sono disposti in una struttura simile al diamante. Il ghiaccio Ic è prodotto a temperature fra 130 e 220 K (−140 e −50 °C), e può esistere fino a 240 K, quando si trasforma in ghiaccio Ih. Può essere occasionalmente presente nell'atmosfera superiore.
Il comune ghiaccio d'acqua è noto come ghiaccio Ih (nella nomenclatura di Bridgman). Diversi tipi di ghiaccio, dal ghiaccio II al ghiaccio XV, sono stati prodotti in laboratorio a diverse temperature e pressioni.